# فدراسیون چپ
فدراسیون چپ (ایتالیایی: Federazione della Sinistra , FdS) اتحادی انتخاباتی از احزاب سیاسی کمونیست در ایتالیا بود. این ائتلاف تکامل لیست ضدسرمایه‌داری و کمونیست بود.

## تاریخچه
در آغاز، در ماه مه ۲۰۰۹، فدراسیون شامل چهار گروه مجزا بود:
- حزب بازگشت کمونیست (PRC، کمونیست، رهبر: پائولو فررو)
- حزب کمونیست‌های ایتالیا (PdCI، کمونیست، رهبر: الیویهو دیلیبرتو)
- سوسیالیسم ۲۰۰۰ (سوسیالیست دموکراتیک، رهبر: سزار سالوی)
- همبستگی کارگری (سوسیالیست، رهبر: جیان پائولو پاتا)

در انتخابات پارلمان اروپا ۲۰۰۹ این لیست ۳٫۴٪ آرا را به دست آورد. سنگرهای آن در مرکز و جنوب ایتالیا بود: کالابریا (۶٫۷٪)، آمبریا (۶٫۲٪)، توسکانی (۵٫۱٪)، باسیلیکاتا (۴٫۵٪)، Abruzzo (4.3%) و مارکه (4.2%). حمایت از FdS، علی‌رغم از دست دادن آرا to نسبت به Leaf Ecology Freedom، در انتخابات منطقه ای ۲۰۱۰ نیز الگوی مشابهی را دنبال کرد.
ائتلاف اولین کنگره خود را در ۲۰ تا ۲۱ نوامبر ۲۰۱۰ برگزار کرد.
در سپتامبر ۲۰۱۲ سوسیالیسم ۲۰۰۰ و همبستگی کارگر در حزب کارگر ادغام شدند.
در نوامبر 2012 FdS به دلیل عدم توافق دو رای‌دهنده اصلی آن، PRC و PdCI، در مورد چگونگی شرکت در انتخابات عمومی ۲۰۱۳، عملاً به حالت تعلیق درآمد، و PdCI تصمیم گرفت که در انتخابات مقدماتی سازمان یافته توسط ایتالیا خیر مشترک شرکت کند.
در دسامبر ۲۰۱۲، PRC و PdCI لیست پشتیبانی Ingroia را " انقلاب مدنی " برای ایجاد قطب چهارم و امید جدید قرار دادند.

## نتایج انتخابات

### پارلمان اروپا
| پارلمان اروپا |           |     |         |     |             |
| سال انتخابات  | رای       | ٪   | صندلی‌ها | +/− | رهبر        |
| ۲۰۰۹          | ۱٬۰۳۸٬۲۴۷ | ۳٫۴ | ۰ از ۷۲ | -   | پائولو فررو |

### شوراهای منطقه‌ای
| منطقه          | سال انتخابات | رای    | ٪    | صندلی‌ها | +/− |
| -------------- | ------------ | ------ | ---- | ------- | --- |
| لومباردی       | ۲۰۱۰         | ۸۷۲۲۱  | ۲٫۰۵ | ۰ از ۸۰ | -   |
| پیمونت         | ۲۰۱۰         | ۵۰٬۱۹۱ | ۲٫۶۵ | ۱ از ۶۰ | -   |
| ونتو           | ۲۰۱۰         | ۳۵٬۰۲۸ | ۱٫۵۶ | ۱ از ۵۱ | -   |
| امیلیا-رومانیا | ۲۰۱۰         | ۵۸۹۴۳  | ۷۹/۲ | ۱ از ۵۰ | -   |
| لیگوریا        | ۲۰۱۰         | ۲۹٬۱۴۸ | ۹۱/۳ | ۱ از ۳۱ | -   |
| توسکانی        | ۲۰۱۰         | ۸۰٬۰۱۷ | ۵٫۲۷ | ۳ از ۵۳ | -   |
| مارچ           | ۲۰۱۰         | ۲۷٬۹۷۵ | ۸۷/۳ | ۱ از ۴۱ | -   |
| اومبریا        | ۲۰۱۰         | ۲۸٬۳۳۱ | ۸۷/۶ | ۲ از ۳۰ | -   |
| لاتزیو         | ۲۰۱۰         | ۶۷٬۳۸۶ | ۲٫۷۵ | ۱ از ۷۱ | -   |
| کامپانیا       | ۲۰۱۰         | ۴۳٬۰۹۷ | ۱٫۵۶ | ۰ از ۶۰ | -   |
| آپولیا         | ۲۰۱۰         | 64441  | ۲۶/۳ | ۰ از ۷۰ | -   |
| باسیلیکاتا     | ۲۰۱۰         | ۶۹۰۴   | ۲٫۱۵ | ۰ از ۳۰ | -   |
| کالابریا       | ۲۰۱۰         | ۴۱٬۵۲۰ | ۴٫۰۳ | ۲ از ۵۰ | -   |

## رهبری
- سخنگوی: پائولو فررو (۲۰۰۹–۲۰۱۰)، سزاره سالوی (۲۰۱۰)، اولیویه دیلیبرتو (۲۰۱۰–۲۰۱۱) ماسیمو روسی (۲۰۱۱–۲۰۱۲)

## نمادها

2009-2012
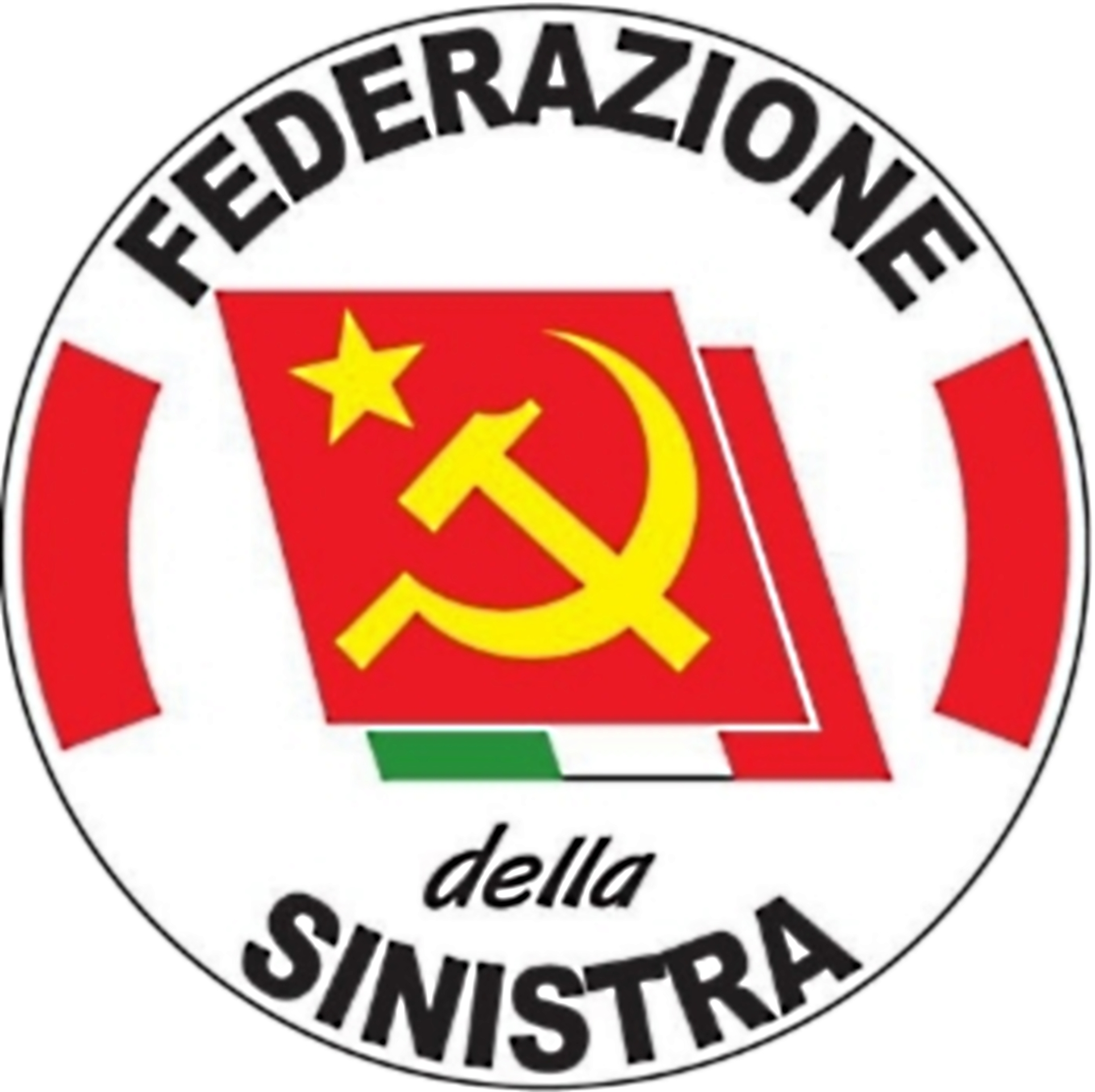
2013 (هرگز استفاده نشده‌است)